# Semiothisa diplotata
Semiothisa diplotata är en fjärilsart som beskrevs av Felder 1874. Semiothisa diplotata ingår i släktet Semiothisa och familjen mätare. Inga underarter finns listade i Catalogue of Life.